# پارک ملی وارانگرهالویا
پارک ملی وارانگرهالویا (به لاتین: Varangerhalvøya National Park) یک پارک ملی در نروژ است که در بتسفیورد واقع شده‌است.

## جغرافیا
پارک در شمال شرقی‌ترین نقطه نروژ واقع شده‌است. گرگ و روباه قطبی و روباه قرمز از حیوانات این پارک هستند.

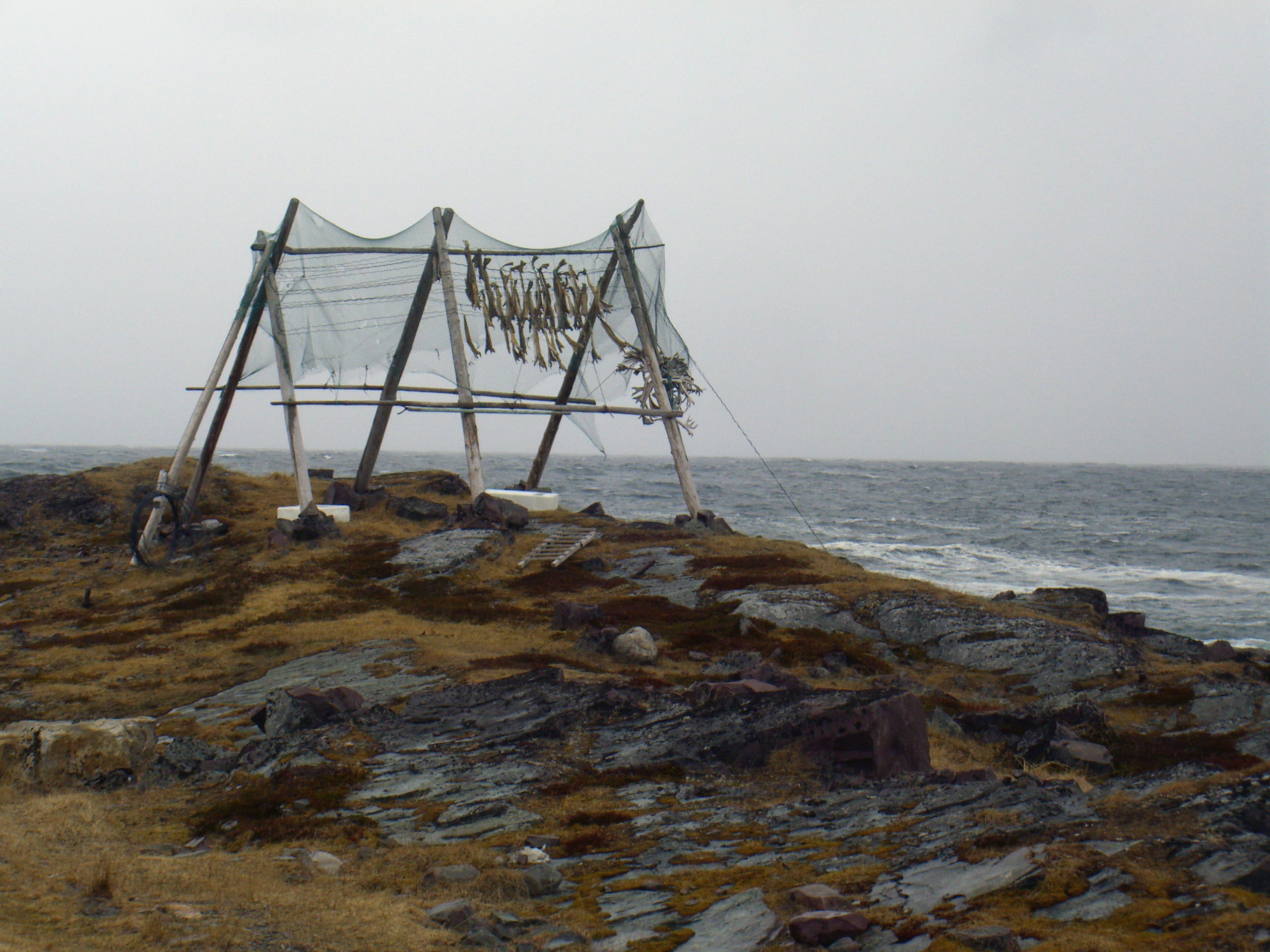